# Alumina (Unternehmen)
Alumina Limited ist ein australisches Unternehmen mit Firmensitz in Sydney. Das Unternehmen ist im Aktienindex S&P/ASX 50 gelistet. Eine „Partnerschaft mit Alcoa geht auf das Jahr 1961 zurück“ – das gemeinsame Joint Venture AWAC wurde 1994 gegründet. 2003 wurde die Alumina von der australischen Western Mining Corporation abgespalten.
Das Unternehmen investiert in den Bauxitabbau, in die in der Aluminium-Produktionslinie anschließende Aluminiumoxidraffination und in die mittels Elektrolyse weiterverarbeitenden Aluminiumschmelzbetriebe.
Alumina hält eine Beteiligung von 40 Prozent am Unternehmen Alcoa World Alumina and Chemicals (AWAC), an dem das Unternehmen Alcoa die restlichen 60 Prozent hält. Hauptsächliches Betätigungsfeld der AWAC ist Australien. Zudem betreibt die AWAC die Bauxit-Minen von Juruti in Brasilien.

## Weblink
- Alumina